# Salvador de Moxó Ortiz de Villajos
Salvador de Moxó Ortiz de Villajos (Madrid, 16 d'agost de 1921 - 21 de maig de 1980) va ser un historiador espanyol, autoritat en l'Edat Mitjana espanyola.
Va estudiar Filosofia i Lletres i Dret en la Universitat Complutense de Madrid, on va ser professor d'Història des de 1953. El 1965 va obtenir la càtedra de Prehistòria, Història Antiga i Medieval de la Universitat de Valladolid, i el 1966 la càtedra d'Història medieval d'Espanya en la Complutense. El 1979 va ser escollit membre de la Reial Acadèmia de la Història.
Es va especialitzar inicialment en la fiscalitat medieval (Los orígenes de la percepción de alcabalas por particulares, 1958, La alcabala, sobre sus orígenes, concepto y naturaleza, 1963) i el règim senyorial o feudalisme hispànic, tema polèmic, fins i tot en la seva denominació, i en els seus debats hi va participar de forma destacada (Los señoríos. En torno a una problemática para el estudio del régimen señorial, 1964, Los señoríos: cuestiones metodológicas que plantea su estudio, 1973, Feudalismo europeo y feudalismo español, 1964, Castilla, ¿principado feudal?, 1970, Sociedad, estado y feudalismo 1972).

## Obres
- El privilegio real y los orígenes del medievalismo científico en España (1958).
- Los orígenes de la percepción de alcabalas por particulares (1958).
- Un medievalista en el Consejo de Hacienda: don Francisco Carrasco (1959).
- La alcabala, sobre sus orígenes, concepto y naturaleza (1963).
- La incorporación de señoríos eclesiásticos (1963).
- Los señoríos. En torno a una problemática para el estudio del régimen señorial (1964).
- Feudalismo europeo y feudalismo español (1964).
- La disolución del régimen señorial en España (1965).
- De la nobleza vieja a la nobleza nueva. La transformación nobiliaria castellana en la Baja Edad Media (1969).
- Castilla, ¿principado feudal? (1970).
- La nobleza castellano-leonesa en la Edad Media. Problemática que suscita su estudio en el marco de una Historia Social (1970).
- Sociedad, estado y feudalismo (1972).
- Los Albornoz. La elevación de un linaje y su expansión dominical en el siglo XIV (1972).
- Los judios castellanos en la primera mitad del siglo XIV (1972).
- Los señoríos: cuestiones metodológicas que plantea su estudio (1973).
- El patrimonio dominical de un consejero de Alfonso XI (1973).
- La Ilustración y sus revisión crítica del legado medieval (1975).
- El auge de la burocracia castellana en la corte de Alfonso XI (1975).
- La elevación en los "letrados" de la sociedad estamental del siglko XIV (1976).
- Campesinos y hacendados leoneses en el siglo XIV (1978).
- Repoblación y sociedad en la España cristiana medieval" (1980).
- "El auge de la nobleza urbana de Castilla y su proyección en el ámbito administrativo y rural a comienzos de la Baja Edad Media (1270-1370)", discurs d'ingrés en l'acadèmia, publicat pòstumament el 1981